# Андреевка (Дагестан)
Андре́евка — село в Дербентском районе Республики Дагестан. Входит в состав Первомайского сельсовета.

## География
Село находится у впадения реки Дарвагчай в Каспийское море, на расстоянии 10 км к северо-западу от города Дербент, административного центра района.

## Население
| 1970 | 1989 | 2002 | 2010 | 2021 |
| ---- | ---- | ---- | ---- | ---- |
| 199  | ↗252 | ↗318 | ↗326 | ↗384 |

### Национальный состав
По результатам Всероссийской переписи населения 2021 года:
| Народ         | Численность, чел. | Доля от всего населения, % |
| ------------- | ----------------- | -------------------------- |
| азербайджанцы | 304               | 79,17 %                    |
| табасараны    | 62                | 16,15 %                    |
| даргинцы      | 12                | 3,12 %                     |
| другие        | 6                 | 1,56 %                     |
| всего         | 384               | 100 %                      |